# Meißner (Familienname)
Meissner oder Meißner ist ein Familienname. Entstanden ist er in der Regel als Herkunftsname mit Bezug auf die sächsische Stadt Meißen bzw. Gegenden oder Orte gleichen Namens wie Meißen bei Minden. Er kann aber auch von einem Händler mit in Meißen hergestellten Tuchen herrühren. Eine Variante lautet Meisner.

## Namensträger

### A
- Adam Heinrich Meißner (1711–1782), deutscher lutherischer Geistlicher und Philosoph
- Albrecht Meißner (1883–1962), deutscher Konteradmiral
- Alexander Meißner (1883–1958), deutscher Physiker
- Alexander Meissner (Molekularbiologe) (* 1975/1976), deutscher Molekularbiologe
- Alfred Meißner (1821–1885), deutsch-böhmischer Schriftsteller
- Alfred Meissner (1871–1950), tschechoslowakischer Politiker
- Angelika Meissner (1939–2018), deutsche Schauspielerin
- Anna Meißner (1854–1915), deutsche Theaterschauspielerin
- Annika Meissner (* 1987), deutsche Behindertensportlerin und Leichtathletin
- Arthur Meissner (1859–1900), deutscher Violinist
- August Gottlieb Meißner (1753–1807), deutscher Schriftsteller

### B
- Beate Meißner (* 1982), deutsche Politikerin (CDU)
- Bernhard Meißner (1902–1975), deutscher Politiker
- Bettina Meißner (* 1970), deutsche Politikerin (CDU)
- Boris Meissner (1915–2003), deutscher Rechtswissenschaftler
- Bruno Meissner (1868–1947), deutscher Assyriologe
- Burkhard Meißner (* 1959), deutscher Althistoriker

### C
- Carl Meissner (Carl Daniel Friedrich Meissner; 1800–1874), Schweizer Botaniker
- Carl Meißner (Philologe) (auch Carl Meissner; 1830–1900), deutscher Klassischer Philologe
- Carl Meißner (Schauspieler) (1836–1893), deutscher Schauspieler
- Carl Meißner (Schriftsteller) (1870–1950), deutscher Schriftsteller
- Carl Friedrich Meißner (1818–1881), deutscher Lehrer und Autor
- Carl Friedrich Wilhelm Meißner (1792–1853), deutscher Apotheker und Mykologe
- Cedric Meissner (* 2000), deutscher Tischtennisspieler
- Celina Meißner (* 1998), deutsche Handballspielerin
- Christian Meißner (* 1969), deutscher Politiker (CSU)
- Christian Karl Meissner (1801–??), deutscher Theologe, Autor und Übersetzer
- Christoph Meißner (1703–1780), deutscher Lehrer und Chronist
- Claus Meissner (* 1936), deutscher Jurist

### D
- Dirk Meissner (* 1964), deutscher Maler und Cartoonist
- Doris Meißner-Johannknecht (* 1947), deutsche Schriftstellerin
- Dorothea Meissner (1949–2010), deutsche Schauspielerin

### E
- Elena Meißner (* 1973), deutsche Schauspielerin
- Emil Meissner (1869–1953), österreichisch-tschechischer Jurist und Ökonom
- Emil Apollo Meißner (1827–1884), deutscher Frauenarzt, Sohn von Friedrich Ludwig Meissner
- Ernst Meißner, deutscher Baumeister
- Ernst Meissner (1883–1939), Schweizer Mathematiker
- Ernst Meissner (Architekt) (1931–2017), US-amerikanischer Architekt deutscher Herkunft
- Ernst Adolph Meißner (1837–1902), deutscher Maler und Kupferstecher

### F
- Fanny Meissner (1841–1919), österreichische Schriftstellerin und Sozialarbeiterin
- Ferdinand August Meißner (1778–1855), deutscher Jurist und Archivar
- Franz Meissner (Ingenieur) (1917–1994), Prüfingenieur für Baustatik und Stahlbau
- Franz Hermann Meißner (1863–1925), deutscher Kunsthistoriker, Schriftsteller und Zoodirektor
- Franz-Joseph Meißner (1946–2022), deutscher Romanist, Didaktiker und Hochschullehrer
- Freda Meissner-Blau (1927–2015), österreichische Politikerin (Grüne)
- Friedrich Meissner (1926–1992), deutscher Maler und Grafiker
- Friedrich Ludwig Meissner (1796–1860), deutscher Mediziner
- Fritz Meißner (1920–2004), deutscher Kinderchirurg

### G
- Georg Meissner (1829–1905), deutscher Anatom und Physiologe
- Georg Meißner (Fabrikant) (1854–1920), deutscher Fabrikant
- Georg Meissner (Künstler) (1934–2023), deutscher Künstler
- Gerda Meissner (1910–1988), deutsche Hörspielsprecherin und Schauspielerin
- Gert Meißner (* 1949), deutscher Ingenieur, Referent und Politiker (FDP), MdVK
- Gertrud Meißner (1895–1985), deutsche Medizinerin
- Gesine Meißner (* 1952), deutsche Politikerin (FDP)
- Günter Meißner (1936–2015), deutscher Kunsthistoriker
- Günther Meißner (1932–2022), deutscher Physiker und Hochschullehrer
- Gustav Meissner (Maler) (1830–1901), deutscher Landschaftsmaler und Radierer
- Gustav Meissner (Diplomat) (1910–1995), deutscher Diplomat

### H
- Hanna H. Meissner (geb. Hanna Hellinger, 1895–1989), deutsche Soziologin und Hochschullehrerin, Ehefrau von Karl Wilhelm Meissner

- Hans Meissner (Marineoffizier) (1895–?), deutscher Marineoffizier im Amt Ausland/Abwehr
- Hans Meissner (Intendant) (1896–1958), deutscher Theaterintendant
- Hansgeorg Meißner (* 1944), deutscher Mathematiker, Informatiker und Hochschullehrer
- Hans Günther Meissner (1929–1999), deutscher Wirtschaftswissenschaftler und Hochschullehrer
- Hans-Joachim Meissner (* 1948), deutscher Politiker (SPD), MdHB
- Hans-Jürgen Meißner (Chemiker) (* um 1936), deutscher Chemiker und Industriemanager
- Hans-Jürgen Meißner (Fußballspieler) (* 1950), deutscher Fußballspieler
- Hans-Jürgen Meißner (Schachspieler) (* 1953), deutscher Schachspieler
- Hans-Otto Meissner (1909–1992), deutscher Schriftsteller
- Hans Peter Meißner (1937–2014), deutscher Internist
- Hansom Milde-Meißner (geb. Johannes Friedrich Milde, 1899–1983), deutscher Komponist
- Heidrun Meißner (* 1944), deutsche Wasserbauingenieurin und Politikerin (SPD)
- Heike Meißner (* 1970), deutsche Leichtathletin
- Heinrich Meißner (1644–1716), deutscher Rechenmeister
- Heinrich August Meißner (1862–1940), deutscher Eisenbahningenieur
- Herbert Meißner (Musiker) (1889–1954), deutscher Musiker und Hochschullehrer
- Herbert Meißner (Wirtschaftswissenschaftler) (1927–2021), deutscher Ökonom
- Herbert Meißner (Politiker) (1936–2022), deutscher Politiker (SPD)
- Hermann Meißner (Heimatforscher) (1843–1901), deutscher Lehrer und Heimatforscher
- Hermann Meißner (Dirigent) (1895–nach 1955), deutscher Musikdirektor und Dirigent
- Hildegard Meissner (1880–1964), österreichische Pädagogin

### J
- Jacqueline Meißner (* 1994), deutsche Fußballspielerin
- Janina Meißner (* 1995), deutsche Fußballspielerin
- Janine Meißner (* 1987), deutsche Schauspielerin
- Janusz Meissner (1901–1978), polnischer Militärflieger und Schriftsteller
- Joachim Meissner (1929–2011), deutscher Physiker und Hochschullehrer
- Joachim Meißner (Politiker) (1940/1941–2006), deutscher Ortsbürgermeister
- Joachim Meißner (Journalist) (* 1962), deutscher Journalist und Publizist
- Joachim Meißner (Theologe) (* 1965), deutscher katholischer Theologe
- Jochen Meißner (* 1943), deutscher Ruderer
- Jochen Meißner (Autor) (* 1966), deutscher Autor und Hörspielkritiker
- Johann Heinrich Meißner (1701–1770), deutscher Bildhauer
- Jörn Meissner (* 1970), deutscher Wirtschaftswissenschaftler, Berater und Unternehmer
- Josef Meissner (1893–?), tschechischer Fußballtrainer
- Joseph Meißner (Sänger) (auch Joseph Meissner; 1725–1795), österreichischer Opernsänger (Bass) und Komponist
- Joseph Nikolaus Meißner (auch Joseph Niklas Meißner; 1757–1795), österreichischer Opernsänger (Bass/Tenor)
- Jürgen Meißner (Politiker) (* 1940), deutscher Landwirt und Politiker (DBD, CDU)
- Jürgen Meißner (Rennfahrer) (* 1950), deutscher Automobilrennfahrer
- Jürgen Meißner (Badminton) (* um 1958), deutscher Badmintonspieler

### K
- Karl von Meißner (Karl Ludwig Meißner, 1809–1868), österreichisch-deutscher Eisenbahningenieur und Hochschullehrer
- Karl Meißner (Musiker) († 1896), deutscher Trompeter
- Karl Meißner (Politiker, 1890) (1890–1965), deutscher Politiker (SPD), MdL Hessen
- Karl Meißner (Politiker, 1920) (1920–1996), deutscher Politiker (WAV, Deutscher Block), MdL Bayern
- Karl Wilhelm Meissner (1891–1959), deutsch-amerikanischer Physiker
- Katrin Meissner (* 1971), deutsch-australische Klimawissenschaftlerin
- Katrin Meißner (* 1973), deutsche Schwimmerin
- Kimmie Meissner (* 1989), amerikanische Eiskunstläuferin
- Krystyna Meissner (1933–2022), polnische Theaterregisseurin und Intendantin
- Krzysztof Meissner (* 1961), polnischer Physiker
- Kurt Meißner (Unternehmer) (1885–1976), deutscher Unternehmer, Überseekaufmann Japan
- Kurt Meißner (Fußballspieler) (1897–1973), deutscher Fußballspieler
- Kurt Meissner (Politiker) (Kurt W. R. Meissner; 1924–2009), deutscher Politiker (CDU)

### L
- Lena Meißner (* 1998), deutsche Triathletin
- Leopold Florian Meissner (1835–1895), österreichischer Polizeibeamter und Autor
- Louis Meißner, deutscher Abgeordneter im anhaltisch-herzoglichen Landtag, Gutsbesitzer und Ziegeleibesitzer

### M
- Margit Meissner (1922–2019), austroamerikanische Überlebende des Holocaust und Zeitzeugin
- Margit Meissner (* 1952), deutsche Hockey-Nationalspielerin, siehe Margit Müller
- Maria Meißner (1903–1986), deutsche Schauspielerin
- Martin Meißner (Autor) (* 1943), deutscher Schriftsteller
- Martin Meißner (Jurist) (* 1953), deutscher Jurist
- Max Meißner (1859–nach 1905), deutscher Bildhauer
- Monika Meißner (* 1953), deutsche Volleyballspielerin
- Moritz Meißner (* 1997), deutscher Radsportler

### O
- Olga Meissner (1844–1895), Landschaftsmalerin der Düsseldorfer Schule
- Otto Meissner (Verleger) (1819–1902), deutscher Verleger
- Otto Meissner (1880–1953), deutscher Staatsbeamter und Politiker (NSDAP)
- Otto Meissner (Entomologe) (vor 1885–1946), deutscher Insektenkundler
- Otto Meissner (Filmproduzent) (1925–2011), deutscher Film- und Fernsehproduzent

### P
- Paul Meissner (Architekt) (1868–1939), deutscher Architekt, Hochschullehrer und Denkmalpfleger
- Paul Meißner (Mediziner) (1876–1962), deutscher Arzt
- Paul Meißner (Philologe) (1897–1945), deutscher Philologe und Anglist
- Paul Meissner (Maler) (1907–1983), österreichischer Maler
- Paul Meißner (American Football), deutscher American-Football-Spieler
- Paul Traugott Meißner (1778–1864), österreichischer Chemiker und Erfinder
- Peter Meissner (Fotograf) (* 1944), deutscher Fotograf
- Peter Meissner (* 1953), österreichischer Kabarettist, Komponist, Moderator und Autor
- Philip Meissner, deutscher Strategie-Professor, Autor und Entscheidungsexperte
- Philipp Meißner (1748–1816), deutscher Klarinettist und Komponist

### R
- Renate Meißner (Politikerin), deutsche Politikerin (NDPD), MdV
- Renate Meißner, Geburtsname von Renate Stecher (* 1950), deutsche Leichtathletin
- Richard Meißner (1868–1938), deutscher Weinbauer
- Richard Meißner (Musikwissenschaftler) (1903–nach 1964), deutscher Musikwissenschaftler und Hochschullehrer
- Robert Meissner (1888–1953), österreichisch-deutscher Generalleutnant
- Robin Meißner (* 1999), deutscher Fußballspieler
- Rolf Meissner (1925–2014), deutscher Geophysiker
- Rudolf Meißner (1862–1948), deutscher Altgermanist
- Rudolf Meissner (Maler) (1904–1989), deutscher Maler

### S
- Sebastian Meissner (* 1969), deutscher Electronica-Musiker und Musikmanager
- Silvio Meißner (* 1973), deutscher Fußballspieler
- Simon Meißner (1892–1956), deutscher Verwaltungsjurist und Landrat
- Sören Meißner (* 1990), deutscher Schwimmer
- Stan Meissner (* 1956), kanadischer Komponist, Sänger und Songwriter
- Stefan Meissner (* 1973), deutscher Fußballspieler
- Stephanie Meißner (* 1980), deutsche Fernsehmoderatorin

### T
- Tatjana Meissner (* 1961), deutsche Kabarettistin, Fernsehmoderatorin und Autorin
- Theodor Meißner (1870–1952), österreichischer Politiker (SDAP), Nationalratsabgeordneter
- Thomas Meißner (* 1991), deutscher Fußballspieler
- Tobias O. Meißner (* 1967), deutscher Romanautor

### U
- Udo F. Meißner (* 1940), deutscher Bauingenieur und Hochschullehrer
- Ulf-G. Meißner (* 1957), deutscher Physiker
- Ursula Meißner (1922–2022), deutsche Theaterschauspielerin
- Ursula Meissner (* 1962), deutsche Fotojournalistin

### V
- Vincent Meissner (* 2000), deutscher Jazzmusiker

### W
- Walter Meißner (Landschaftsarchitekt) (1914–2000), deutscher Landschaftsarchitekt
- Walter Meißner (Unternehmer) (1929–2019), deutscher Unternehmer
- Walther Meißner (1882–1974), deutscher Physiker
- Waltraud Meißner (* 1940), deutsche Mundartdichterin
- Werner Meißner (Jurist) (1882–1962), deutscher Jurist und Staatsanwalt
- Werner Meissner (Komponist) (* 1926), deutscher Kapellmeister und Komponist
- Werner Meißner (Wirtschaftswissenschaftler) (* 1937), deutscher Wirtschaftswissenschaftler
- Werner Meissner (Politikwissenschaftler) (* vor 1949), deutscher Politikwissenschaftler und Hochschullehrer
- Wilhelm Meißner (1770–1842), deutscher Ingenieur, Architekt, Hydrauliker und Autor
- Wilhelm Meißner (Politiker) (1899–1994), deutscher Politiker (SPD)
- Wilhelm Meißner (Orgelbauer) (1903–1959), deutscher Orgelbauer
- William Walter Meissner (1931–2010), US-amerikanischer Jesuit und Psychoanalytiker
- Wolfgang Meißner (1920–1995), deutscher Generalleutnant der Luftwaffe der Bundeswehr